# Jordan Lawrence-Gabriel
Jordan Jay Lawrence-Gabriel (* 25. September 1998 in London) ist ein englischer Fußballspieler, der seit 2021 beim Zweitligisten FC Blackpool unter Vertrag steht.

## Karriere
Jordan Lawrence-Gabriel wechselte im Februar 2015 im Alter von 16 Jahren von Southend United in die Jugendakademie von Nottingham Forest. Sein Pflichtspieldebüt für den englischen Zweitligisten gab er am 24. September 2019 bei einer 0:5-Auswärtsniederlage im EFL Cup 2019/20 gegen den FC Arsenal. Ende Januar 2020 lieh ihn Forest für den Rest der Spielzeit an den Viertligisten Scunthorpe United aus. Für sein neues Team aus Scunthorpe bestritt er neun Ligapartien in der EFL League Two 2019/20, ehe die Saison aufgrund der COVID-19-Pandemie Mitte März 2020 vorzeitig abgebrochen wurde.
Zu Beginn der EFL Championship 2020/21 kam Lawrence-Gabriel bei einer 0:2-Niederlage bei den Queens Park Rangers zu seinem ersten Ligaeinsatz für Forest. Am 1. Oktober 2020 unterzeichnete der Außenverteidiger einen neuen bis 2024 gültigen Vertrag in Nottingham und wurde zeitgleich für die restliche Saison an den Drittligisten FC Blackpool ausgeliehen. Für seine neue Mannschaft kam er in 27 Ligaspielen zum Einsatz und zog mit Blackpool als Tabellendritter in die Aufstiegs-Play-offs der EFL League One 2020/21 ein. Nach einem Halbfinalerfolg über Oxford United besiegte der Verein im Finale in Wembley Lincoln City mit 2:1 und stieg damit nach sechs Jahren wieder in die zweite Liga auf.
Nach diesem Erfolg bestritt zum Anfang der EFL Championship 2021/22 vier Ligapartien für den ersatzgeschwächten Zweitligisten aus Nottingham. Am 31. August 2021 kehrte er jedoch zum FC Blackpool zurück, da der Aufsteiger die Verpflichtung von Lawrence-Gabriel mit einer vierjährigen Vertragslaufzeit bekannt gab.